# Одоло
Одоло (итал. Odolo) — коммуна в Италии, в провинции Брешиа области Ломбардия.
Население составляет 1891 человек (на 2001 г.), плотность населения составляет 290,92 чел./км². Занимает площадь 6,5 км². Почтовый индекс — 25076. Телефонный код — 0365.
Покровителем коммуны почитается святой Зенон Веронский, празднование 12 апреля.

## Города-побратимы
- Гонносфанадига, Италия (2008)